# スタンリー・トン
スタンリー・トン（唐季禮、Stanley Tong、1960年4月7日 - ）は、香港の映画監督。

## 人物
映画監督だった義理の兄弟の勧めで、1979年に映画界入り。1991年に自己資金で製作した初監督作品『魔域飛龍』を発表し、評論家らから高い評価を受ける。これがきっかけでゴールデン・ハーベストから注目され、同社に映画監督として加わることとなった。
俳優に危険なシーンのスタントを演じさせる前に、自らそのスタントを試みることをポリシーとしている。またスタントマンとして作品に参加することも多く、『ポリス・ストーリー3』では、ケネス・ツァンがヘリコプターから列車へ落下するスタントを自ら演じ、骨折している。
ジャッキー・チェンとコンビを組むことが多く、ジャッキーからの信頼が特に厚い監督の一人である。最初にコンビを組んだ『ポリス・ストーリー3』（1992年)を始めとして、『レッド・ブロンクス』、『ファイナル・プロジェクト』、『THE MYTH/神話』、『ライジング・ドラゴン』、『カンフー・ヨガ』など、興行的に成功を収めた作品も数多い。

## 主な作品

### 監督
- 1992年「ポリス・ストーリー3」
- 1994年「プロジェクトS」【兼脚本】
- 1995年「レッド・ブロンクス」
- 1996年「ファイナル・プロジェクト」【兼脚本】
- 1997年「Mr.マグー」
- 2000年「SPY_N」【兼製作・脚本】
- 2005年「THE MYTH/神話」【兼アクション監督・原案・脚本】
- 2017年「カンフー・ヨガ」
- 2020年「プロジェクトV」【兼アクション監督・脚本・製作・製作総指揮】
- 2024年「A LEGEND/伝説」【兼脚本】

### その他
映画
- 2012年「ライジング・ドラゴン」【脚本・製作】
- 2021年「カンフースタントマン 龍虎武師」【出演】
- 2023年「ライド・オン」【友情出演】

テレビドラマ
- 1998年「LA大捜査線/マーシャル・ロー」【製作総指揮】
- 2009年「THE MYTH/神話」【芸術総監督】
- 2013年「岳飛伝 THE LAST HERO」【武術監督】